# Yahşihan
Yahşihan es un distrito de la provincia de Kırıkkale en la región de Anatolia Central de Turquía . En el censo turco de 2000, la población del distrito era de 14.098 habitantes.

## Historia
En 1150, se registró como 40 hogares bajo el nombre de Yörük Yahşihan en los registros de Ankara. Dado que se encuentra en el valle de paso más grande del río Kızılırmak en las carreteras de Ankara, Kayseri y Çorum; la población local construía posadas para el descanso de los viajeros. Con el tiempo, estas posadas se han multiplicado. Según otro rumor, el hijo o nieto de Tamerlán y Yıldırım Bayezid (o conocido como Bayezid I), uno de sus comandantes, descansó una noche en estas posadas con varios soldados durante la Batalla de Angora, y las llamaron "Yahşihan", que significa "hermosa posada". La palabra Yahşi significa hermoso en, turco antiguo (actualmente lenguaje vulgar también, y en algunas partes del país) y en otras lenguas túrquicas.
Durante el período otomano, esta región ganó fama con sus posadas. Por este motivo, los otomanos organizaron este lugar y lo convirtieron en un cuartel general. Dada la importancia de este lugar, se consideró necesario construir aquí un puente de hierro. Abdülhamid II ordenó la construcción del primer puente de hierro de Turquía sobre el río Kızılırmak en 1901 para construir la Ruta de la Seda de Ankara a Bagdad. El puente fue completado por una empresa Bélgica en 1905 y puesto en servicio. Por lo tanto, el puente se convirtió en el primer puente de hierro de Turquía.
Si bien Yahşihan fue un centro de la ciudad durante el período republicano, perdió su importancia después del establecimiento de instalaciones industriales en Kırıkkale. La organización central del municipio se conectó con Kırıkkale en 1924.
En 1956, se transformó en una organización municipal. Finalmente, se decidió convertirse en distrito con una decisión oficial el 05.09.1990. El 17 de agosto de 1991, con el nombramiento del gobernador de distrito, entró en funcionamiento como distrito.